# СЭМ (санитарно-эвакуационная машина)
СЭМ — украинская гусеничная санитарно-эвакуационная машина, разработанная на базе советской боевой машины пехоты БМП-1.

## История
В 2004 году на Житомирском ремонтно-механическом заводе был разработан проект бронированной санитарно-эвакуационной машины на базе БМП-1, получивший название БМП "Медик". В этом же году был изготовлен один демонстрационный прототип, который был направлен на испытания. 10 августа 2007 года конструкция бронемашины была запатентована.
В ходе испытаний были выявлены недостатки конструкции: двойные люки в корме (оставленные от БМП-1) не препятствовали размещению легкораненных, однако существенно затрудняли загрузку и выгрузку тяжелораненных, не способных к самостоятельному передвижению, а также раненых, которые находились на носилках.
В следующие годы машина (получившая новое наименование - СЭМ) принимала участие в нескольких выставках вооружения и военной техники, но на вооружение принята не была.
В 2014 году завод продал машину волонтёрам за 1,2 млн. гривен и 30 августа 2014 она поступила на вооружение бригады морской пехоты ВМС Украины.
В 2016 году бронемашина была включена в каталог продукции ГК "Укроборонпром" и предложена на экспорт (под наименованием CEV).

## Описание
СЭМ предназначена для оказания доврачебной помощи и транспортирования раненых (в том числе, тяжелораненных) из труднодоступных районов, зон аварий, стихийных бедствий и боевых действий.
В сравнении с БМП-1, внутренний объём корпуса машины существенно увеличен (за счёт увеличения высоты десантного отделения), башня и вооружение демонтированы.
Для повышения плавности хода, на бронемашину установили дополнительные амортизаторы.
Также на бронемашину был установлен кондиционер.
Экипаж бронемашины — 3 человека (механик-водитель, врач и санитар).
Кроме того, СЭМ может принимать от 4 до 6 раненых (6 легкораненых в сидячем положении или четверых лежачих «тяжёлых» раненых).

## Страны-эксплуатанты
- Украина:
  - Морская пехота Украины — 30 августа 2014 одна СЭМ поступила на вооружение бригады морской пехоты ВМС Украины[2][6]